# Пол Дини
Пол Дини (на английски: Paul Dini) (роден на 7 август 1957 г.) е американски продуцент на анимационни сериали. Най-познат е като продуцент и сценарист на няколко сериала по ДиСи Комикс на Warner Bros., измежду които „Батман: Анимационният сериал“, „Супермен: Анимационният сериал“, „Новите приключения на Батман“, „Батман от бъдещето“ и „Дък Доджърс“. Също така, пише и за „Лигата на справедливостта“ and „Лигата на справедливостта без граници“. След като напуска Warner Bros. през 2004 г., Дини става редактор на приключенския сериал на телевизия ABC - „Изгубени“.

## Кариера
През 2009 г. написва епизода „Легенди за Черното мъниче“ на „Батман: Смели и дръзки“, където дори се появява в анимационна форма с костюм на Харли Куин, заедно с Брус Тим с костюм на Жокера. Дини е още сценарист на играта Batman: Arkham Asylum, която излиза на 29 август 2009 г. Написва и три епизода на „Междузвездни войни: Войната на клонингите“. Сценарист е на игрите „Batman: Arkham Asylum“ и „Batman: Arkham City“. След 20 години работа за ДиСи, Дини става сценарист и продуцент на анимационните сериали „Върховният Спайдър-Мен“ и „Хълк и агентите на СМАШ“.

## Личен живот
Женен е за фокусницата и актриса Мисти Лий.